# Condado de Okmulgee
O Condado de Okmulgee é um dos 77 condados do estado norte-americano do Oklahoma. A sede do condado é Okmulgee que também é sua maior cidade.
A área do condado é de 1818 km² (dos quais 13 km² estão cobertos por água), uma população de 39 685 habitantes, e uma densidade populacional de 22 hab/km² (segundo o censo nacional de 2000). O condado foi fundado em 1907 e recebeu o seu nome em homenagem a partir de uma palavra dos ameríndios Creek que significa "água fervente".

## Condados adjacentes
- Condado de Tulsa (norte)
- Condado de Wagoner (nordeste)
- Condado de Muskogee (leste)
- Condado de McIntosh (sudeste)
- Condado de Okfuskee (sudoeste)
- Condado de Creek (noroeste)

## Cidades e vilas
- Beggs
- Dewar
- Grayson
- Henryetta
- Hoffman
- Liberty
- Morris
- Okmulgee
- Preston
- Schulter
- Winchester